# Ђерам (Звездара)
Стари Ђерам, или само Ђерам, је урбано насеље, део града Београда. Налази се у општини Звездара.

## Локација
Ђерам се налази дуж Булевара краља Александра у источном делу општине Звездара, 2 километра југоисточно од Теразија. Граничи се са насељем Црвени Крст на југу, Липовим ладом на југоистоку, Лионом на истоку, Булбудером и Славујевим венцом на северу и Вуковим спомеником на западу.

## Администрација
Када се Београда 1952. године поделио на општине, настала је општина Стари Ђерам, а дана 1. јануара 1957. године је укинута и припојена Звездари. Након тога, насеље је организовано у две месне заједнице — Стари Ђерам и Смедеревски Ђерам. Локалној заједници Вуков споменик осамдесетих година 20. века припојена је месна заједница Стари Ђерам.

## Популација
Општина Стари Ђерам имала је 27.595 становника по попису становништва 1953. године. Пре него што је постала део Вуковог споменика, месна заједница Стари Ђерам је према попису из 1981. године имала 4.488 становника. Преостала месна заједница Смедеревски Ђерам која заузима много мању површину од некадашње општине, према попису становништва у Србији 2011. године имала је 3.133 становника.

## Пијаца Ђерам
Симбол насеља је једна од највећих и најстарији београдских зелених пијаца, Ђерам пијаца, позната и као Ђерамска пијаца или Смедеревски Ђерам. Године 1821. одлучено је да се отвори трговина, утврди количина и квалитет робе која се увози у Београд. Један од пунктова за увођење акциза на робу налазио се на Цариградском путу, касније познатом и као Смедеревски пут (данас Булевар краља Александра). Пошто је имао рампу, подсећао је на ђерам, бунар за воду па је пијаца добила име по њему. Постепено око улице се формирао отворени зелени маркет, који и данас постоји.